# Koronarthrombose
Eine Koronarthrombose oder Koronararterienthrombose ist die Bildung eines Blutgerinnsels in einem Herzkranzgefäß.